# Vytautas Butkus
Vytautas Butkus   (Kaunas, 20 de desembre de 1949) és un remer lituà, ja retirat, que va competir sota bandera de la Unió Soviètica durant la dècada de 1970.
El 1976 va prendre part en els Jocs Olímpics d'Estiu de Mont-real, on guanyà la medalla de plata en la competició del quàdruple scull del programa de rem. Formà equip amb Ievgueni Duléiev, Iuri Iakímov i Aivars Lazdenieks.
En el seu palmarès també destaca una medalla de bronze en el quàdruple scull al Campionat del Món de rem de 1975, una de plata al Campionat d'Europa de rem de 1973 en scull individual i el campionat soviètic de 1970 i de 1972 a 1976. Una vegada retirat va exercir d'entrenador, alhora que continuava remant en categoria veterans.